# Linia kolejowa Gatczyna – Nowolisino
Linia kolejowa Gatczyna – Nowolisino – linia kolejowa w Rosji łącząca stację Gatczyna Towarowa Bałtycka ze stacją Nowolisino.  Część kolejowej obwodnicy Petersburga.
Stacja Nowolisino zarządzana jest przez region petersburski, a pozostały odcinek przez region petersbursko-witebski Kolei Październikowej (część Kolei Rosyjskich). 
Linia położona jest w obwodzie leningradzkim. Na całej długości jest zelektryfikowana i dwutorowa.

## Historia
Linia powstała w XIX w. i łączyła Kolej Warszawsko-Petersburską i Kolej Bałtycką z Koleją Mikołajewską. Początkowo leżała w Imperium Rosyjskim, następnie w Związku Sowieckim. Od 1991 znajduje się w granicach Rosji.